# أغويلار دي سيغارا
بلدية أغيلار دي سيغارا (بالكاتالانية: Aguilar de Segarra) هي إحدى بلديات مقاطعة برشلونة، والتي تقع في منطقة كاتالونيا، شرق إسبانيا.
يبلغ عدد سكانها 252 نسمة وفقاً لإحصائية سنة (2007).